# اپنشتاین
اپنشتاین (به آلمانی: Eppenstein) یک منطقهٔ مسکونی در اتریش است که در مورتال واقع شده‌است. اپنشتاین ۵۷٫۵۳ کیلومتر مربع مساحت دارد ۷۳۶ متر بالاتر از سطح دریا واقع شده‌است.